# Institutet för rättsinformatik
Institutet för rättsinformatik (IRI) är ett fristående forskningsinstitut vid juridiska fakulteten, Stockholms universitet. 
Institutet studerar samband mellan juridik och informationsteknik (IT) och ingår i flera tvärvetenskapliga projekt. Rättsinformatik som ämne omfattar inte bara rättsliga frågeställningar i samband med användandet av IT (IT-rätt) utan undersöker även hur IT kan användas inom juridik för till exempel rättsautomation eller informationssökning.
Inom universitetet är medarbetarna aktiva med både forskning, utbildning och administration. Utanför universitetets väggar bedriver institutet omfattande verksamhet i samarbete med andra forskningscentra, inte bara i Sverige utan också internationellt. IRI samverkar även med myndigheter, företag och andra organisationer. 

## Historia
IRI grundades 1968 när Arbetsgruppen för ADB och juridik inrättades vid juridiska fakulteten, Stockholms universitet. Gruppen fördjupade forskningen genom att bland annat anordna seminarier och bygga upp ett specialbibliotekt inom ämnet. 1981 skedde en omorganisation och arbetsgruppen ombildades till Institutet för rättsinformatik. Samtidigt bildades Svenska föreningen för IT och juridik som fortfarande anordnar seminarier och även delar ut forskningsstipendier varje år.  
Föreståndare för IRI sedan dess tillkomst har varit Peter Seipel, professor i rättsinformatik vid Stockholms universitet, tills hans pensionering 2006.

## Forskning
Till IRI:s intresseområden hör såväl tolkning och tillämpning av rättsregler i digitala miljöer som metoder för rättsenlig systemutveckling och systemförvaltning.